# Bahnmuseum Kerzers-Kallnach
Das Bahnmuseum Kerzers-Kallnach war ein privat geführtes Eisenbahnmuseum in der Schweiz mit Exponaten wie Lokomotiven, Bahnwagen und Bahntechnik. Betreiberin des Museums war die Familie Wymann. Das Museumsgelände befand sich zum einen an der Aegertenstrasse in Kerzers (Kanton Freiburg), zum anderen an der Fabrikstrasse in Kallnach (Kanton Bern) auf dem Areal einer Giesserei. 2014 wurde die Einrichtung aufgelöst.

## Geschichte
Im Jahr 1999 begannen Rolf Wymann und sein Sohn Roger mit dem Sammeln von historischen Schienenfahrzeugen, darunter vor allem Unikate und Vertreter von Kleinserien. 2002 entschloss man sich, die Objekte der Öffentlichkeit zugänglich zu machen. Es entstand eine Sammlung von rund einhundert Fahrzeugen verschiedener Gesellschaften und Spurweiten. Ende 2007 stand die Betreiberfamilie vor der Situation, dass das Industriegleis beim Bahnhof Kerzers, auf welchem ein Grossteil der Exponate ursprünglich stand, nicht mehr zur Verfügung stand. Ein alternativer Standort in Payerne konnte nicht realisiert werden. Erst im Sommer 2008 fand die Familie mit der Giesserei in Kallnach einen Partner, der ein ausreichend grosses Areal mit Gleisanschluss zur Verfügung stellte. Bis September 2008 waren sämtliche Fahrzeuge vom Bahnhof Kerzers nach Kallnach umgezogen.
Da die Giesserei das Gelände künftig selbst benötigt, wurde 2014 angekündigt, dass das Museum bis Ende 2017 aufgelöst werden müsse. Das Rollmaterial wurde unter anderem als Dauerleihgabe an Museen in Deutschland und Tschechien abgegeben. Mit Stand vom Januar 2018 standen Reste der Sammlung noch in Kallnach, darunter der BLS ABDe 4/8, ehemals Oensingen-Balsthal-Bahn.

## Ausstellungsobjekte
Unter den Ausstellungsobjekten befanden sich der älteste Kesselwagen der Schweiz, die Teak-Speisewagen WR 402 und 403 der Oensingen-Balsthal-Bahn (Orient-Express, ex CIWL / SBB, Baujahre 1906/1907) und ein Rowanzug der Jungfraubahn. Der Museumsbestand war nur geführt und in Gruppen von mindestens zehn Personen zu besichtigen.

### Fahrzeugpark (Auswahl)
- HGe 3/3 26 (1914) SLM / MFO / BBC Landilok[6] der Berner Oberland-Bahn (BOB).
- ABDe 4/8 744 (1945), ehemals Oensingen-Balsthal-Bahn (OeBB)
- Be 4/4 131 (1943) SWS BBC, ehemals Chemins de fer fribourgeois Gruyère–Fribourg–Morat (GFM)[7]
- BDt 273 (1948) SWS, ehemals Chemins de fer fribourgeois Gruyère–Fribourg–Morat (GFM)[8]
- Ge 6/6 406 (1921), ehemals Rhätische Bahn (RhB), inzwischen nach Deutschland abgegeben, wird im Ausbesserungswerk Meiningen restauriert.
- Ta 2/2 (1909) SWS/MFO, ehemals Vereinigte Drahtwerke Biel (DT), 2017 an Privat abgegeben. Ist beim Bahnhistorischen Verein Solothurn-Bern (BVSB) in Egolzwil LU remisiert.
- BDe 4/4 13 (1920), ehemals Orbe-Chavornay-Bahn (OC), 2017 an die Buckower Kleinbahn in Brandenburg abgegeben.
- Ce 2/4 13 (1916) ehemals Birseckbahn (BEB), 2017 an den Boveraclub Liberec abgegeben (Dauerleihgabe für 20 Jahre).
- Xe 2/2 112 (1905) ehemals Birseckbahn (BEB), 2017 an den Boveraclub Liberec abgegeben (Dauerleihgabe für 20 Jahre).
- Speisewagen WR 402 und 403 (1906/1907), gebaut bei Ringhoffer in Prag und lange bei den SBB im Einsatz, zuletzt bei der Oensingen-Balsthal-Bahn, im Dezember 2017 nach Ústí nad Labem überführt. Vorgesehen ist künftig ein Einsatz in Touristikzügen im deutsch-tschechischen Grenzgebiet.[9]

## Galerie

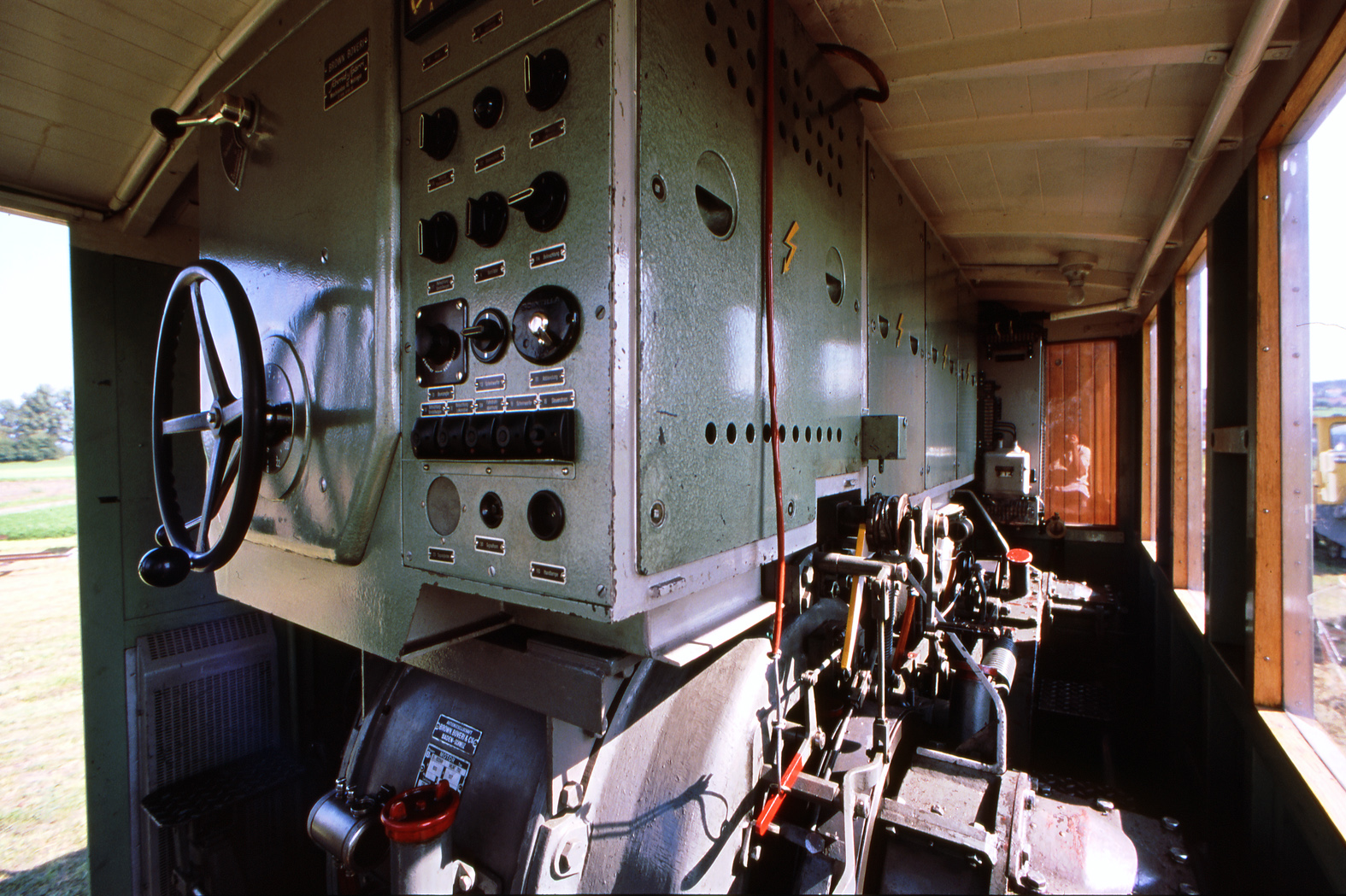
Führerstand der Rowanlok He 2/2 Nummer 6
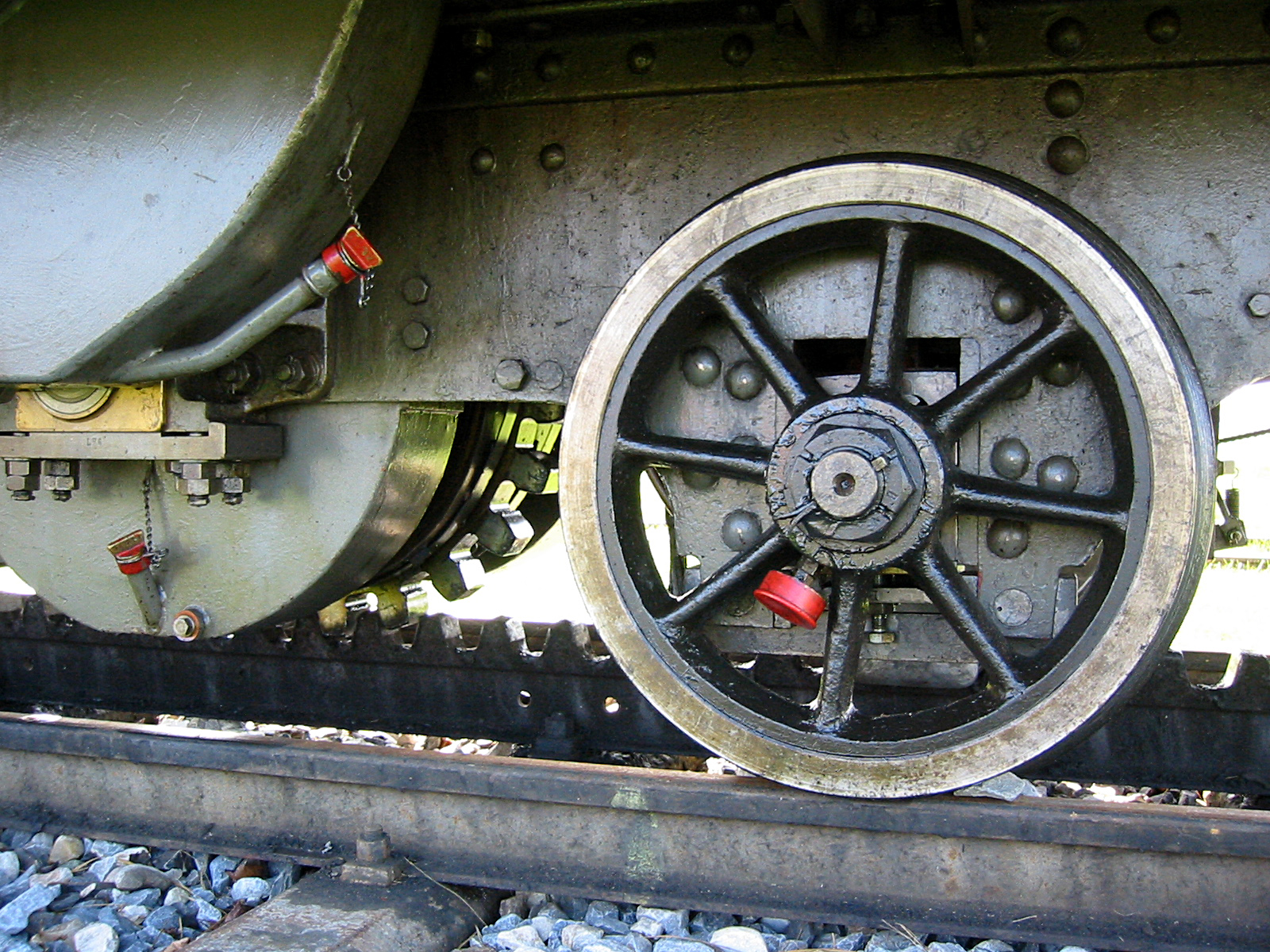
Antrieb der Rowanlok
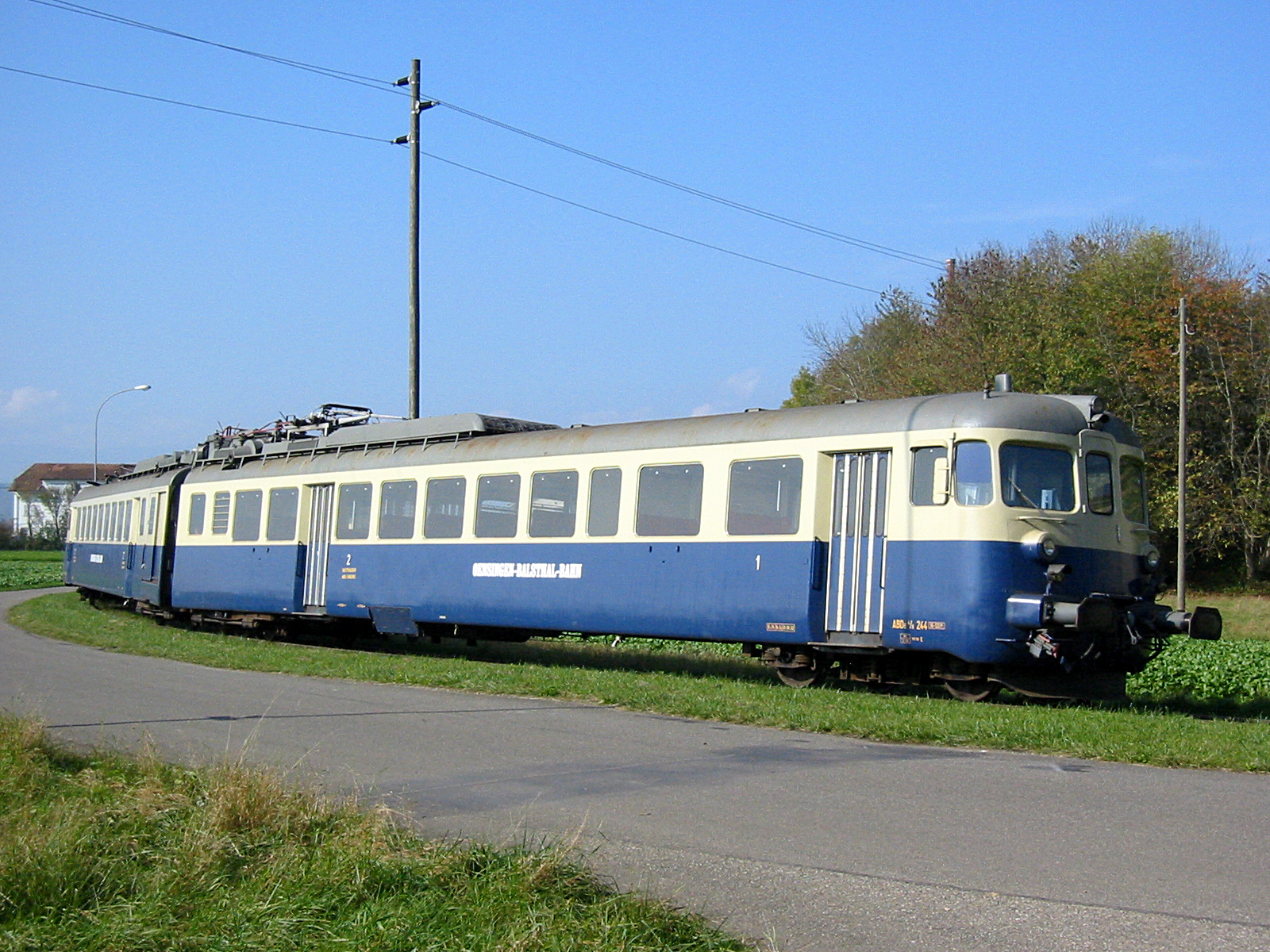
Doppeltriebwagen ABDe 4/8 Nr. 244
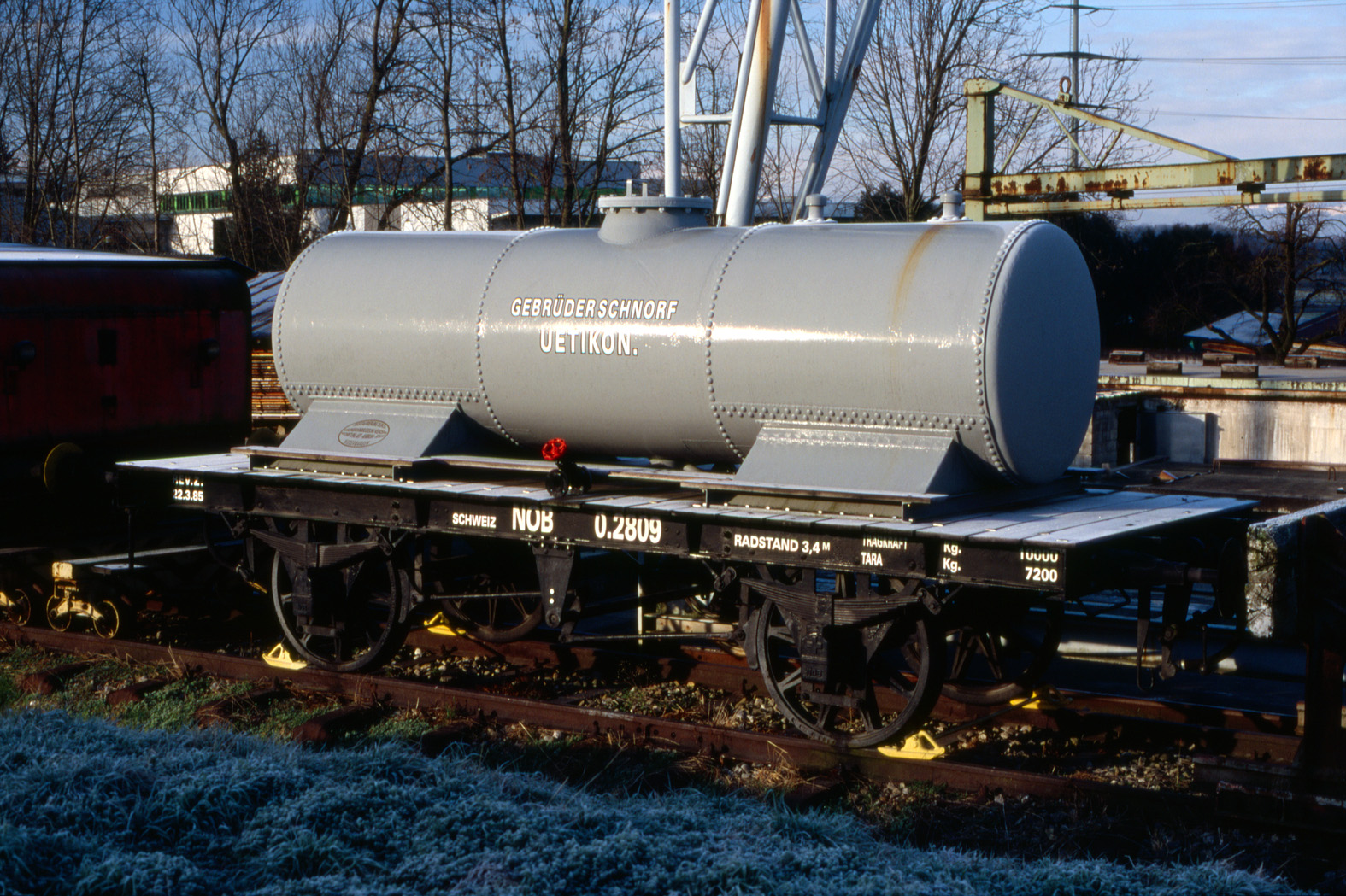
Ältester erhaltener Kesselwagen der Schweiz